# Абу Хафс Умар I аль-Мустансир
Умар I аль-Мустансир (или Абу Хафс Умар I аль-Мустансир, араб. أبو حفص عمر بن يحيى‎, ум. 1295) — шестой правитель государства Хафсидов в Ифрикии в 1284—1295 годах, пятый халиф Хафсидов.

## Биография
Умар был сыном Абу Закарии Яхьи I ибн Абд-аль-Вахида и братом Абу Исхака Ибрахима I.
В 1284 году узурпатор Ахмад ибн Абу Умара потерял поддержку бедуинов, и знать призвали на трон Абу Хафса Умара. По данным летописей, он был благочестивым и мирным человеком, который смог восстановить центральную власть в государстве и много забоится о религиозной архитектуре.
В начале его правления каталонцы захватили остров Джерба и достигли соглашения с Умаром, по которому христианам разрешалось селиться в Тунисе. В 1285 году халиф восстановил уплату дани египтянами, которую те ранее платили ранее Капетингам Сицилии. В 1286—1287 годах Арагон вступил в союз с Маринидами Марокко, рассчитывая захватить побережье Ифрикии. Арагонцы поддержали претендента на престол Туниса по имени Ибн аль-Дабус, Альмохадского принца, который укрывался при каталонском дворе, но не смогли свергнуть халифа.
В 1285 году, при поддержке арабских соседей Хафсидов, восстал племянник Умара, Абу Закария Яхья ибн Ибрахим, сын Ибрахима I, который захватил всю западную часть владений халифа, включая Беджаю и Константину. В 1286 году Абу Закария Яхья напал на Тунис, но был отбит и вынужден бежать на юг, где захватил Габес. Из Триполитании ему пришлось уйти, так как его столицу Беджая атаковали Абдальвадиды Тлемсена, номинальные союзники и вассалы Хафсидов.
К этому времени некоторые шейхи стали фактически независимыми в Таузаре, Габесе и Джериде, а арабы на юге и в Триполитании были открыто враждебны халифу. Для обеспечения их лояльности Умар раздал им новые земли и сделал налоговые льготы.
Между тем, Яхья ибн Ибрахим к 1294 году получил власть над всей территорией к югу от Константины, правитель Габеса также признал сюзеренитет эмира Беджаи.
Умар I умер в 1295 году, его сменил Абу Асид Мухаммад II, посмертный сын Яхьи II.